# Ein Wiegenlied
Ein Wiegenlied, auch Wiegenlied (Originaltitel: Колыбельная, Kolybelnaja) ist ein sowjetischer Spielfilm unter der Regie von Michail Kalik aus dem Jahr 1960.

## Handlung
Der Pilot Dmitri Iwanowitsch Lossew landet mit seinem Flugzeug aus Moskau kommend in Chișinău und geht zum Diensthabenden des Flughafens, um dort den im Flugzeug liegengelassenen Pass eines Sportlers abzugeben. Dieser meldet sich auch sofort und bei der Abfrage seiner persönlichen Daten gibt er an, am 22. Juni 1941 in Ciocana im dortigen Geburtshaus geboren zu sein. Als der Pilot das hört, spricht er mit dem jungen Mann und sagt ihm, dass das nicht möglich wäre, denn die Klinik wurde an diesem ersten Tag des Deutsch-Sowjetischen Krieges bombardiert und alle sind gestorben, auch seine Frau mit der neugeborenen Tochter. Doch die Begegnung mit dem jungen Mann gibt Lossew Anlass genug, sich auf die Suche nach seiner Tochter zu begeben, der sie den Namen Aurika gegeben hatten. Während einem seiner nächsten Flüge nach Moskau sucht er verschiedene Ämter auf, bis ihm eine Bearbeiterin bestätigte, dass es mindestens noch ein Mädchen gibt, welches den Luftangriff überlebte.
Während Dmitri Iwanowitsch die Adoptiveltern dieses Mädchens aufsucht, gehen die Gedanken zurück zu den damaligen Geschehnissen. Das Geburtshaus wird von Bomben getroffen, jedoch hört ein vorbeikommender verwundeter Sergeant, der sich auf dem Weg zu einem Lazarett befindet, Kinderschreie aus dem Haus und entdeckt dort noch mehrere lebende Babys. Wieder auf der Straße, versucht er einen der vollgeladenen, vor dem Angriff flüchtenden Lastkraftwagen anzuhalten, um die kleinen Kinder zu retten. Erst mit Waffengewalt hält das Auto des Stadtarchivs, welches die wichtigsten Sachen in Sicherheit bringen soll. Kurzerhand wird ein großer Teil der Ladung heruntergeschmissen und die sieben Neugeborenen werden sicher in die herausgezogenen Schubladen der Schränke gelegt. In der nächsten Stadt versucht der Soldat beim Komsomol Hilfe zu bekommen und kann die Kinder dort lassen. Nur ein Baby möchte die Enkelin des Archivars behalten, gibt es als das ihre aus und nimmt es mit auf die weitere Fahrt. Unterwegs wird der LKW von Tieffliegern beschossen, die junge Frau stirbt, doch das Kind überlebt.
Mit einem weiteren Schreiben bekommt Lossew die Nachricht, dass ein Mädchen bis vor 10 Jahren in einem Kinderheim lebte, das er sofort aufsucht. Hier sagt ihm eine Erzieherin, dass das Mädchen Aurika hieß, zeigte Lossew ihr Bett sowie eine Zeichnung von ihr und erzählt aus der Vergangenheit: Im Jahr 1947 oder 1948 bekommt das Heim einen neuen Direktor und das erste Kind, was er auf dem Gelände trifft, ist Aurika. Sie sagt, dass sie so heißt, obwohl sie von allen nur Rika genannt wird, denn den anderen Namen gibt es nicht. Als der Direktor ihr bestätigt, dass es ihn doch gibt und er die „Goldene“ bedeutet, hat er eine neue Freundin gefunden. Doch sie ist sehr traurig, dass sie keine Eltern hat und eifersüchtig, da der Direktor für alle Kinder da ist. Während eines Hochwassers des nahegelegenen Flusses bringt sie den Arbeitern, die dort einen Damm bauen, mitten in der Nacht eine Kanne mit heißem Tee und hat so wieder viele Freunde gefunden. Als der Direktor in ein anderes Heim versetzt wird, ist sie wieder sehr traurig, findet aber zu der Frau, die sie aus dem Heim nach Hause holen will, schnell Zugang.
Als erstes fährt Lossew zu den Adoptiveltern des ursprünglich als Tochter vermuteten Mädchens und erklärt ihnen, dass ihre Tochter nicht als sein Kind in Frage käme, was sie sehr glücklich macht. Anschließend fährt er zu dem Ehepaar, welches Aurika aus dem Heim holte. Doch dort ist das Mädchen seit 1 ½ Jahren nicht mehr und der Rückblick erklärt auch warum: Rika fand Aufnahme in einem Haus, wo sie nur ausgenutzt wird, den ganzen Tag arbeiten muss, um anschließend auch noch die Sachen zu verkaufen. Eines Tages sieht sie auf dem Bahnhof den ehemaligen Direktor ihres Kinderheims, gibt sich selbst aber nicht zu erkennen. Als sie wieder nach Hause kommt, ist der noch da und will gerade wieder gehen. Seine Bitte, ihn zum Zug zu begleiten, da er nur auf der Durchreise ist, schlägt sie aus, da sie deshalb Ärger von den Stiefeltern erwartet. Es machte den Anschein, dass diese das Mädchen nur aus dem Heim holten, um die Arbeitskraft ihres im Krieg gefallenen Sohnes zu ersetzen, da die Schwiegertochter das Pensum allein nicht schaffte. Als sie an einem Tag im Winter wieder Sachen auf dem Bahnhof verkaufen will, kommen mehrere junge Männer zu ihr, um etwas zu kaufen. Sie erzählen, dass sie nach Sibirien zum Arbeiten fahren und Rika solle doch mitkommen, denn für sie würde es sicherlich auch etwas zu tun geben. Nach kurzer Überlegung springt sie noch auf den bereits fahrenden Zug und beginnt so ein neues Leben.
Lossew macht sich auf den Weg nach Sibirien und findet durch Zufall eine junge Frau, die ein Mädchen aus Moldawien kennt, das aber die Sprache nicht spricht. So findet er den Weg zu Aurika, die dort bereits seit zwei Jahren als Krankenschwester arbeitet, verliebt ist und heiraten will. Deshalb bringt sie der junge Mann, der sie einst überredet hat mit nach Sibirien zu kommen, mit ihrem zukünftigen Mann Pawel zum Bahnhof. Während der Fahrt erklärt er ihr, dass sie zwar einen Mann gefunden hat, an dem nichts auszusetzen ist, der aber auch keine Seele besitzt. Unterwegs hat das Auto eine Reifenpanne und Rika sucht Schutz in einem naheliegenden Haus. Hier trifft sie auf ein weinendes Kleinkind und eine hilflose Mutter, die sich nicht mehr zu helfen weiß. Rika beschließt nicht sofort mit der Bahn zu fahren, sondern erst das Kind zur Krankenstation zu bringen, was jedoch ihr Freund nicht will. Über so viel Herzlosigkeit ist sie so enttäuscht, dass sie einen entgegenkommenden Geländewagen anhält, der sie mitnimmt. In diesem sitzt bereits Dmitri Iwanowitsch Lossew, der hier seine Tochter Aurika kennenlernt, während Pawel weiter zum Bahnhof fährt.

## Produktion und Veröffentlichung
Der Schwarzweißfilm hatte am 25. April 1960 in der Sowjetunion seine Uraufführung und hatte dort über 28,8 Millionen Zuschauer. In der DDR hatte der Film am 23. Dezember 1960 unter dem Titel Ein Wiegenlied im Berliner Kino Babylon seine Premiere. Im Deutschen Fernsehfunk gab es die erste Ausstrahlung am 3. November 1961.

## Kritik
Heinz Hofmann schrieb im Neuen Deutschland über diesen Film: 

„Der präzise Rhythmus, die maßhaltende poetische Ordnung der Szenen heben das Wahre und Schöne hervor, sagen das Notwendige in kühnen optischen Lösungen. So wird Schicksal um Schicksal dem Zwielicht abgerungen und zu einem Bild gefügt.“

Das Lexikon des internationalen Films schreibt, dass es sich hier um ein thematisch ansprechendes Drama handelt, dessen Rückblenden und Fülle an Personen jedoch den Erzählrhythmus oft ins Stocken bringen.